# AS Douanes Niamey
El AS Douanes es un equipo de fútbol de Níger que juega en la Primera División de Níger, la liga de fútbol más importante del país.

## Historia
Fue fundado en el año 2000 en la capital Niamey con el nombre Tallabéry y es patrocinado por el Ministerio de Hacienda de Níger. En 2004 cambiaron su nombre por su denominación actual.
Su principal logro ha sido coronarse campeón de la Primera División de Níger por primera vez en la temporada 2012/13, logro que repitió en la temporada 2014-15.
Gracias al título obtenido en la temporada 2012/13, clasificaron para su primer torneo internacional, la Liga de Campeones de la CAF 2014, en la cual fueron eliminados en la ronda preliminar ante uno de los equipos históricamente más fuertes de África, el Zamalek SC de Egipto.

## Palmarés
- Primera División de Níger: 2

2012/13, 2014/15
- Copa de Níger: 2

2015/16, 2021/22

## Participación en competiciones de la CAF
| Temporada | Torneo                       | Ronda      | Club         | Casa | Visita | Global |
| --------- | ---------------------------- | ---------- | ------------ | ---- | ------ | ------ |
| 2014      | Liga de Campeones de la CAF  | Preliminar | Zamalek SC   | 0-1  | 0-2    | 0-3    |
| 2017      | Copa Confederación de la CAF | Preliminar | IR Tanger    | 1-2  | 0-1    | 1-3    |
| 2022/23   | Copa Confederación de la CAF | 1          | Kwara United | 0-0  | 0-3    | 0-3    |